# Сергієвська Веретея
Сергі́євська Верете́я (рос. Сергеевская Веретея) — присілок у складі Опарінського району Кіровської області, Росія. Входить до складу Вазюцького сільського поселення.
Населення становить 20 осіб (2010, 82 у 2002).
Національний склад станом на 2002 рік — росіяни 92 %.